# Comte des Orcades

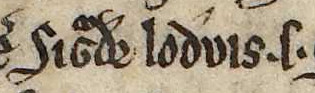
Référence à Sigudr Hlodvirsson, jarl des Orcades, dans le Codex Frisianus.

Liste des jarls et comtes des Orcades (anglais Earl of Orkney) depuis l'origine jusqu'à l'annexion par le royaume d'Écosse et l'intégration dans la pairie d'Écosse au XIIIe siècle.
Le comte des Orcades était à l’origine un jarl nordique régnant sur les archipels des Orcades et des Shetland (Northern Isles). Fondés à l’origine par des envahisseurs nordiques, les premiers jarls auraient eu une indépendance d’action considérable jusqu’au XIe siècle. La position de Jarl des Orcades a finalement été le rang le plus élevé de la Norvège médiévale, à l’exception du roi lui-même.
En 1232, une dynastie écossaise descendant des Comtes d'Angus a remplacé la famille précédente descendant du jarl Torf-Einarr, bien que soumis officiellement à la Norvège. Cette famille fut à son tour remplacée par les descendants des comtes de Strathearn et plus tard encore par la famille Sinclair, à l’époque de laquelle les Orcades et les Shetland devinrent une partie de l’Écosse.

## Jarls norvégiens des Orcades
- 885  - 890 Sigurd Ier Riki, fils d'Esteinn Glumra
- 890  - 891 Guthormr, fils de Sigurd Ier Riki
- 891  - 892 Halldr, fils illégitime de Ragnvald Eysteinsson Jarl de Møre
- 893  - 920 Torf-Einarr Ier, fils illégitime de Rognvaldr de More
- 920  - 954 Arnkell et Erlend Ier , et Thorfinnr Ier Hausakljufr, fils de Torf-Einarr
- 954  - 977 Thorfinnr Ier Hausakljufr
- 977 Arnfinnr, fils de Thorfinnr Ier
- 978 Havardr, fils de Thorfinnr Ier
- 979  - 980 Ljotr, fils de Thorfinnr Ier
- 980  - 987 Hlodvir, fils de Thorfinnr Ier
- 987  - 1014 Sigurdr II Digri, fils de Hlodvir
- 1014 - 1015 Sumarlidi, Einarr et Brusi, fils de Sigurdr II Digri
- 1015 - 1019 Einarr II Rangmunnr, Brusi et Thorfinnr II : Thorfinn Sigurdsson est le demi-frère d'Einarr II et de Brusi
- 1019 - 1036  Brusi et Thorfinnr II
- 1036 - 1037 Thorfinnr II
- 1037 - 1046 Thorfinnr II et  Rognvaldr Ier le fils de Brusi Sigurdsson
- 1046 - 1065 Thorfinnr II
- 1065 - 1098 Pall Ier et Erlendr II, fils de Thorfinnr II
- 1098 - 1102  le roi Magnus III de Norvège exerce son autorité sur les îles
- 1102 - 1103  le futur roi Sigurd Ier de Norvège, fils du roi Magnus III de Norvège
- 1103 - 1105 Haakon Paulsson fils de  Pall Ier
- 1105 - 1116 Haakon Paulsson et Magnus Helgi (littéralement le Saint) : Magnus est le fils d'Erlendr II, tué le 16 avril 1117 et canonisé en 1135
- 1116 - 1122 Haakon Paulsson seul.
- 1122 - 1123 Haraldr Ier Slettmali et Pall II le Silencieux fils d'Haakon
- 1123 - 1137 Pall II le Silencieux
- 1137 - 1139 Rognvaldr II Kali, fils de Kolr et de Gunhilda, fille d'Erlend II
- 1139 - 1158 Rognvaldr II, mort le 20 août 1158, et Haraldr II Gamli Maddadarson : Haraldr II est le petit-fils de Hakon
- 1154 - 1156 Erlendr III, fils de Haraldr Ier Slettmali Hakonarson, tué le 21 décembre 1156.
- 1158 - 1206 Haraldr II Gamli Maddadarson
  - Haraldr III Ungi, petit-fils de Rognvaldr Kali, a été investi du titre de jarl de 1184/1195 jusqu'à sa mort en 1198, mais n'a jamais régné aux Orcades
- 1206 - 1214  David et Jon, fils d'Haraldr II Gamli Maddadarson
- 1206 - 1231 Jon

## Comtes écossais des Orcades sous suzeraineté norvégienne

### Famille d'Angus
En 1236, Magnus, fils de Gillebrigte, Mormaer d'Angus et d'Ingibjorg elle-même fille d'Ingrid, une fille du Jarl Rognvaldr II Kali et d'Erik Stagbrellr, est investi du comté des Orcades par le roi Haakon IV de Norvège.
- 1236-1239 : Magnus (II), fils de Gille Brigte d'Angus,
- 1239-1256 : Gibbon Magnusson,
- 1256-1273 : Magnus (III) Gibbonsson,
- 1273-1284 : Magnus (IV) Magnusson,
- 1284-1310 : Jon Magnusson,
- 1310-1321 : Magnus (V) Jonsson,

### Famille de Strathearn & Sinclair
Ces comtes sont issus de l'union du comte Malise ou Máel Ísu II de Strathearn avec Matilda qui était vraisemblablement une fille du comte Gibbon Magnusson.
- 1329-1346/1353:  Malise V de Strathearn dont, 
  - Maud épouse Wayland de Ward
    - 1350-1375 : Alexandre de Ward, comte de Caithness

  - Euphémia épouse Guthorm Spar
    - Malise Spar, prétendant aux Orcades, tué en 1391.

  - Agnès épouse Erngisl Sunesson, comte des Orcades 1353-1357/1360, mort en 1392.
  - Isabelle épouse de William Sinclair (en)
    - 1379-1400 : Henry Sinclair,
      - 1400-1420 : Henry II Sinclair, 
        - 1434-1471 : William Sinclair, mort vers 1480.
- 1423-1434 : David Menzies, gouverneur nommé par le roi de Norvège.

Les Orcades sont annexées par l'Écosse en 1471 à la suite de l'union de Marguerite de Danemark avec le roi Jacques III d'Écosse.

## Duc et comtes des Orcades
- 1567 : James Hepburn, comte de Bothwell et duc des Orcades. Le titre avait été donné à James Hepburn, 4e comte de Bothwell, époux de Marie, reine d’Écosse, mais lui a été retiré la même année lorsque Marie a été forcée d’abdiquer.

## Comtes des Orcades, seconde création (1581)
Deuxième création du titre de comte par Jacques VI d'Écosse au profit du fils illégitime de Jacques V.
- 1581-1593 : Robert Stewart (1533-1593)
- 1593-1614 : Patrick Stewart (1569-1614, fils du précédent, déchu en 1614)

## Comtes des Orcades, troisième création (1696)
Troisième création du titre par Jacques II au profit de George Hamilton
- 1696-1737 : George Hamilton, 1er comte des Orcades (1666–1737)
- 1737-1756 : Anne O'Brien (en), 2e comtesse des Orcades (d. 1756), fille du précédent
- 1756-1791 : Mary O'Brien (en), 3e comtesse des Orcades (c. 1721–1791), fille de la précédente
- 1791-1831 : Mary FitzMaurice, 4e comtesse des Orcades (1755–1831), fille de la précédente
  - John Hamilton FitzMaurice, vicomte Kirkwall (1778–1820)
- 1831-1877 : Thomas John Hamilton FitzMaurice, 5e comte des Orcades (1803–1877), petit-fils de la précédente
- 1877-1889 : George William Hamilton FitzMaurice (en), 6e comte des Orcades (1827–1889), fils du précédent
- 1889-1951 : Edmond Walter FitzMaurice, 7e comte des Orcades (1867–1951), neveu du précédent
- 1951-1998 : Cecil O'Bryen FitzMaurice (en), 8e comte des Orcades (1919–1998), cousin germain du précédent
- 1998- : Oliver Peter St John (en), 9e comte des Orcades (b. 1938), cousin au troisième degré du précédent

## Sources
- Jean Renaud, Les Vikings et les Celtes, éd. Ouest-France Université, Rennes, 1992  (ISBN 2737309018).
- Jean Renaud, La Saga des Orcadiens, tr. par Jean Renaud, éd. Aubier, Paris, 1990  (ISBN 2700716426).
- John L.Roberts, Lost Kingdoms, Celtic Scotland and the Middle Ages, Edinburgh University Press, Édimbourg, 1997  (ISBN 0748609105).